# Eutolmus niger
Eutolmus niger är en tvåvingeart som beskrevs av Hradsky och Huttinger 1985. Eutolmus niger ingår i släktet Eutolmus och familjen rovflugor. Inga underarter finns listade i Catalogue of Life.